# カシオペヤ座シータ星
カシオペヤ座θ星（カシオペヤざシータせい、θ Cassiopeiae、θ Cas）は、カシオペヤ座の恒星である。見かけの等級は4.3で、肉眼でみることができる。ヒッパルコス衛星が測定した年周視差を基に計算された太陽からの距離は、およそ134光年である。

## 名称
カシオペヤ座θ星は、カシオペヤ座μ星と共に、アラビア語で「ひじ」を意味する"Al Marfiḳ"（المرفق）から来た「マルファク（Marfak）」という固有名で呼ばれる場合もある。
中国ではカシオペヤ座θ星は、高楼に架けた通路を意味する閣道（拼音: Gé Dào）という星官を、カシオペヤ座ι星、カシオペヤ座ε星、カシオペヤ座δ星、カシオペヤ座ν星、カシオペヤ座ο星と共に形成する。カシオペヤ座θ星自身は、閣道四（拼音: Gé Dào sì）つまり閣道の4番星呼ばれる。

## 特徴
カシオペヤ座θ星は、スペクトル型がA7 Vに分類されるA型主系列星である。視直径は、0.579ミリ秒と測定され、距離に基づいて大きさを求めると、半径が太陽の2.6倍程度となる。年齢はおよそ4億年、自転速度は秒速100kmと推定される。また、赤外線に若干の超過がみられ、ベガ型星の候補に挙げられてている。
カシオペヤ座θ星は、20世紀前半に変光しているのではないかと報告されていた。その後、たて座δ型変光星かもしれない、といわれ、ヒッパルコス衛星の観測でも明るさの変化が捉えられたが、変光星総合カタログでは新しい変光星候補に止まり、確定した変光星としては扱われていない。
重星カタログでは、2分程度離れた位置にある11等星との重星として収録されているが、2つの恒星は距離が全く異なっており、見かけだけで物理的に関係はなく、カシオペヤ座θ星は単独星と考えられる。